# Watchtower Hill
Der Watchtower Hill (englisch für Wachturmhügel) ist ein kleiner und spitzer Hügel im ostantarktischen Viktorialand. In der Mesa Range ragt er an der Südostseite der Pinnacle Gap auf.
Wissenschaftler einer von 1962 bis 1963 durchgeführten Kampagne der New Zealand Geological Survey Antarctic Expedition benannten ihn so, weil sich von diesem Hügel eine gute Aussicht auf die Pinnacle Gap bietet.